# Magda Peligrad
Magda Peligrad é uma matemática e estatística matemática romena, conhecida por sua pesquisa em teoria das probabilidades, e particularmente sobre o teorema central do limite e processos estocásticos. É professora da Universidade de Cincinnati, onde é Distinguished Charles Phelps Taft Professor of Mathematical Sciences.

## Formação e carreira
Peligrad obteve um Ph.D. em 1980 do Centro de Estatística da Academia Romena. Em 1983 trabalhava na Universidade de Roma "La Sapienza" e em 1984 chegou a Cincinnati, onde desde 1988 orientou as teses de sete doutorandos.
Com Florence Merlevède e Sergey Utev, é coautora do livro Functional Gaussian Approximation for Dependent Structures (Oxford University Press, 2019).

## Reconhecimento
Em 1995 foi eleita fellow do Institute of Mathematical Statistics, que ela havia servido em 1990 como representante do Instituto no Comitê Conjunto de Mulheres em Ciências Matemáticas, uma organização guarda-chuva para mulheres em oito sociedades de matemática e estatística. Uma conferência sobre "teoremas de limite para dados e aplicações dependentes" foi organizada em sua homenagem em Paris em 2010, comemorando seu 60º aniversário, por pesquisadores de quatro universidades parisienses. Foi nomeada Taft professor em 2004.